# Dr. Senckenbergische Stiftung

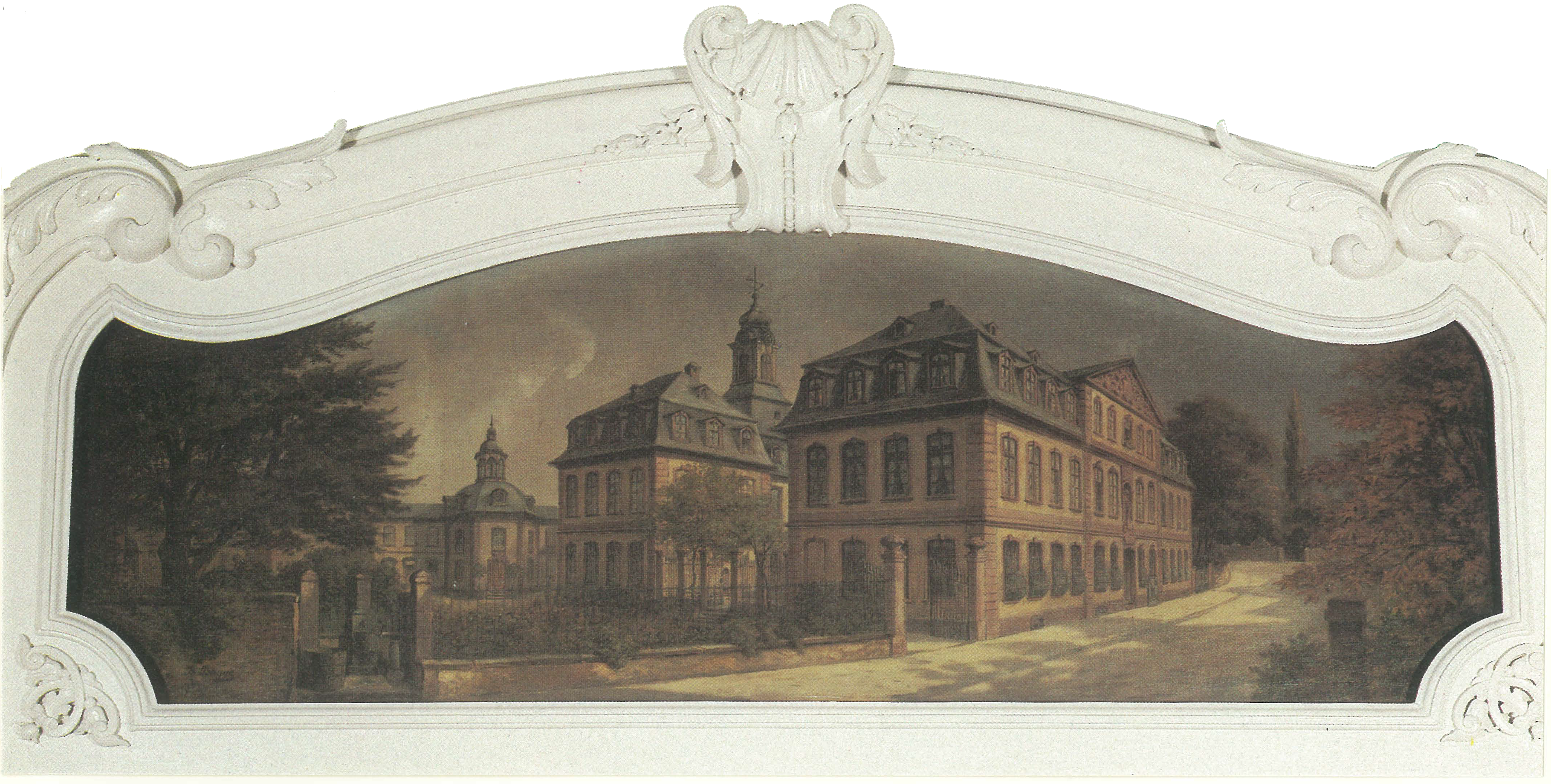
Altes Stiftungsgelände der Dr. Senckenbergischen Stiftung

Die Dr. Senckenbergische Stiftung ist eine Stiftung in Frankfurt am Main. Sie wurde 1763 vom Arzt Johann Christian Senckenberg errichtet. Dem ursprünglichen Stifterwillen zufolge wurde aus ihren Mitteln zunächst das Bürgerhospital sowie ein Medizinisches Institut finanziert. Weitere Institutionen, die aus der Dr. Senckenbergischen Stiftung hervorgegangen sind, sind der Botanische Garten, die Senckenbergische Anatomie, das Institut für Geschichte der Medizin und die Senckenbergische Bibliothek, die heute in die Goethe-Universität Frankfurt bzw. Universitätsbibliothek Johann Christian Senckenberg aufgegangen sind.

## Der Stifter Johann Christian Senckenberg

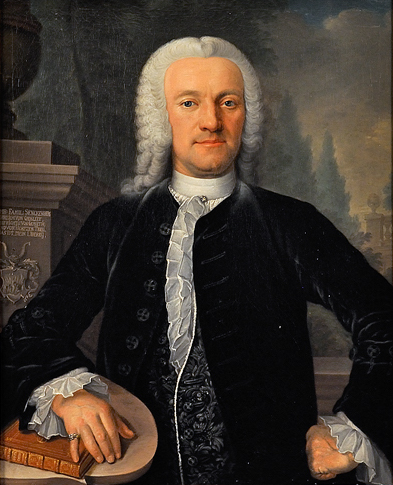
Porträt Senckenbergs von Friedrich Ludwig Hauck (1748)

Johann Christian Senckenberg 1707 wurde als Sohn des Stadtphysicus Johann Hartmann Senckenberg geboren. Sein Medizinstudium konnte Senckenberg aufgrund der schwierigen finanziellen Lage der Eltern erst 1730 aufnehmen. Bereits 1732 war er in Frankfurt als Arzt tätig, ab 1755 als Stadtphysikus. In der privaten Arztpraxis praktizierte er wenig und wenn nur für reiche Patienten; so war er zum Beispiel Leibarzt des Landgrafen von Hessen-Kassel.
Senckenberg heiratete 1743 seine erste Frau, die kurz nach der Geburt einer Tochter starb. Seine Tochter starb 1745, zu diesem Zeitpunkt war Senckenberg bereits wieder verheiratet. 1747 endete auch diese Ehe mit dem Tod der Ehefrau; der gemeinsame Sohn starb im selben Jahr. Die dritte Ehe blieb kinderlos. 
Senckenberg brachte ein Vermögen von 100.000 Gulden in seine Stiftung ein. Nach dem Tod des Vaters im Jahr 1730 überließ er seinen Erbteil zunächst der Mutter, die ihm dafür die Hauswirtschaft führte. Aus der Erbteilung mit seinen Brüdern übernahm er dann 1743 das Haus in der Hasengasse 3. Aus der ersten Ehe erbte Senckenberg 30.000 Gulden, auch seine zweite Ehefrau vererbte ihm eine unbekannte Summe, die ihm nach Erbstreitigkeiten zufiel. Nach dem Tod seiner dritten Ehefrau verzichtete er auf einen Nachlass. Es wird außerdem berichtet, dass er – abgesehen von seiner Leidenschaft für Bücher – sparsam lebte. Über seine Lebenshaltung führte er seit 1743 genaue Haushaltungsbücher.

## Geschichte der Stiftung

### Vorgeschichte und Gründung 1763

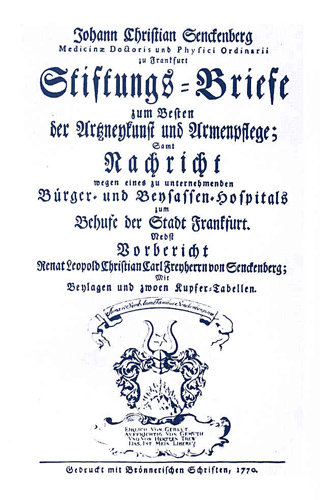
Titelblatt des Stiftungsbriefs für die Dr. Senckenbergische Stiftung von 1770

Die Idee zu einer Stiftung dokumentiert erstmals ein Tagebucheintrag vom 10. November 1746 (vermutlich nachträglich datiert), außerdem hat er sie nach eigenen Angaben in einem Testament vom 15. Oktober desselben Jahres niedergelegt. Demnach wurde als Haupterbe das Ärztekollegium (Collegium medicum) der Stadt eingesetzt. Sein Wohnhaus – in dem auch seine Bibliothek und Sammlungen untergebracht werden sollten – sah er für Zusammenkünfte der Ärzte vor. Ein Teil der Stiftung sollte außerdem für arme Kranke und Arztwitwen aufgewendet werden. Eine Schwierigkeit des Testaments: ein Collegium medicum existierte damals in Frankfurt noch gar nicht – der Haupterbe war also unbestimmt. 
Wegen des Siebenjährigen Kriegs wartete Senckenberg bis 1763, bevor er die Stiftung endgültig errichtete.  Im Stiftungsbrief vom 18. August 1763, ergänzt durch eine Zusatzakte vom 16. Dezember 1795 definierte er die Ziele der Stiftung: Sein gesamtes Vermögen sollte in „Ermangelung eherlicher Leibes-Erben“ und in Liebe „zu [s]einem Vaterland“ pro bono publico patriae zur Verfügung gestellt werden. Zweck der Stiftung sollte die „bessere Gesundheits-Pflege hiesiger Einwohner, und Versorgung der armen Kranken“ sein.
Die Zinsen aus seinem Vermögen sollten zu zwei Dritteln zur Unterhaltung seines Hauses als Medizinisches Institut und für den Aufbau der Bibliothek verwendet werden, ein Drittel sollte an arme Kranke ausgeteilt werden und ein eventueller Überschuss an Arztwitwen und -waisen sowie bedürftige Ärzte gehen (§7). In § 10 stellte er den Testamentsvollstreckern frei, das Haus zu verkaufen und an einem geeigneteren Platz ein Anatomisches Theater, ein Chemielabor und einen Medizinalgarten zu errichten. Sollte aus den Mitteln für dieses Medizinische Institut noch ein Überschuss übrig bleiben, sollte er für Stipendien genutzt werden.
Die Stiftung wurde zwei Tage später vom Rat der Stadt bestätigt. Ausgerechnet der Rechtsanwalt und Ratsmitglied Johannes Siegner, der ihn bei der Abfassung des Testaments beraten hatte, machte danach in einer Gaststätte eine Äußerung, die dem Stifter hinterbracht wurde; in Senckenbergs eigenen Worten: „Als der erste Theil meiner Stiftung nur allein fertig war, sagte Dr. Stiegner in dem Creuzgen da er getrunken hatte, von mir: Dem wollen wir seine Freude lassen bis er stirbt, darnach soll es schon anders gehen (Es sollte aus meiner Stiftung nichts, und das Geld unterschlagen und verlohren werden.)“ Außerdem versuchte im folgenden Jahr Senckenbergs jüngerer Bruder Johann Erasmus ihn während einer schweren Krankheit für unzurechnungsfähig und die Stiftung für ungültig erklären zu lassen.
Johann Christian Senckenberg reagierte am 16. Dezember 1765 mit einem Zusatz („Zugabe“) zum Stiftungsbrief, in dem er rigoros sämtlichen Einfluss der Stadt Frankfurt ausschloss. Er setzte seinen älteren Bruder Heinrich Christian Senckenberg bzw. dessen männliche Nachkommen als Testamentsvollstrecker ein. Sollte die Familie in männlicher Linie aussterben – was später tatsächlich eintrat –, so wurden die Dekane der juristischen und medizinischen Fakultät der Universität Gießen als Exekutoren eingesetzt. Sie füllten das Amt bis zur Auflösung der Universität Gießen 1946 aus. Die Entscheidung die Universität Gießen zu wählen kann als provozierender Schritt angesehen werden; Gießen war zu Senckenbergs Zeit aus Frankfurter Perspektive gesehen „Ausland“. In dem Zusatz taucht erstmals die Idee zu einem „Bürger- und Beysassen-Hospital“ auf. Erst hier erhielt die Stiftung auch ihren Namen „Dr. Senckenbergische Stiftung“. In diesem Jahr rundete Senckenberg auch das Vermögen auf 100.000 Gulden auf. Als Siegel der Stiftung wählte Senckenberg das Wappen der Familie Senckenberg, einen brennenden Busch, mit der Inschrift Fundatio Senckenbergiana amore Patriae: Senckenbergische Stiftung aus Liebe zur Vaterstadt.

### Einrichtung der Institute und des Stiftungsgeländes

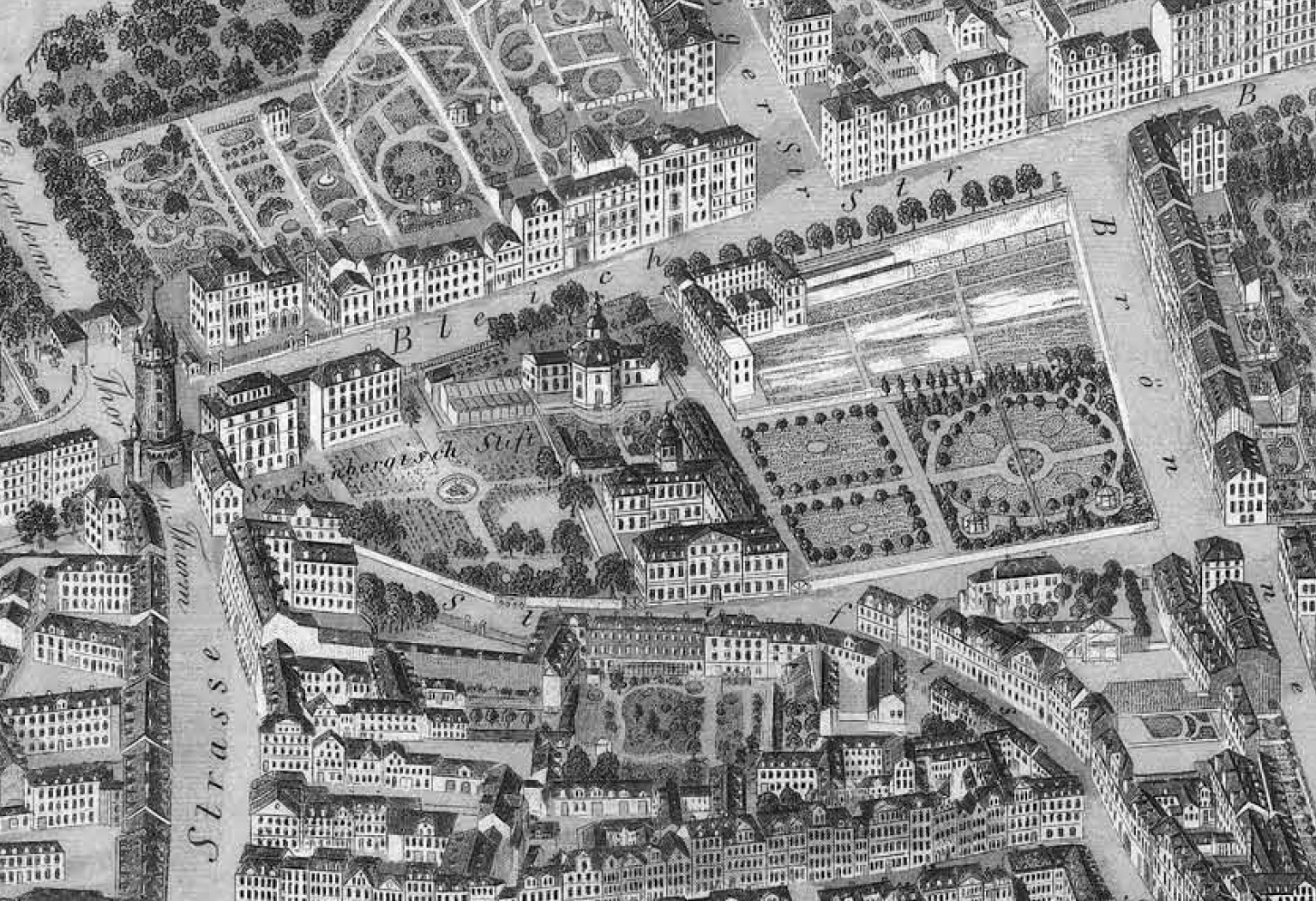
Das Stiftungsgelände am Eschenheimer Tor, 1864. Das hohe Gebäude rechts neben dem Turm beherbergte bis Anfang des 20. Jahrhunderts Museum und Bibliothek.

Die wichtigste Konsequenz aus den Vorfällen von 1763/64 war, dass Senckenberg beschloss, seine Stiftungsidee noch zu Lebzeiten anzugehen. Er erwarb 1766 für 23.000 Gulden ein 3 Hektar großes Grundstück an der Eschenheimer Gasse am Eschenheimer Tor. Das Gelände vergrößerte Senckenberg 1797 durch Zukäufe für 36.000 Gulden. Bis zu seinem Tod im Jahr 1772 vergrößerte sich das Vermögen der Stiftung durch Zinsertrag auf 134.500 Gulden. Hinzu kamen in den ersten fünfzig Jahren Zuwendungen in Höhe von 450.000 Gulden, etwa durch Simon Moritz Bethmann.
Senckenberg ließ auf dem Gelände umfangreiche Baumaßnahmen durchführen. Innerhalb der ersten zwei Jahren waren bereits ein Bibliothekssaal, ein Versammlungsraum, eine Gärtnerwohnung, ein chemisches Laboratorium sowie seine eigene Gruft vollendet. 1768 folgte die Anatomie, was einen lange währenden Missstand in Frankfurt beseitigte: Bis dahin waren Leichen im Seitenraum einer Gaststätte seziert worden. Auch ließ er einen Medizinalgarten (Hortus medicus) anlegen.

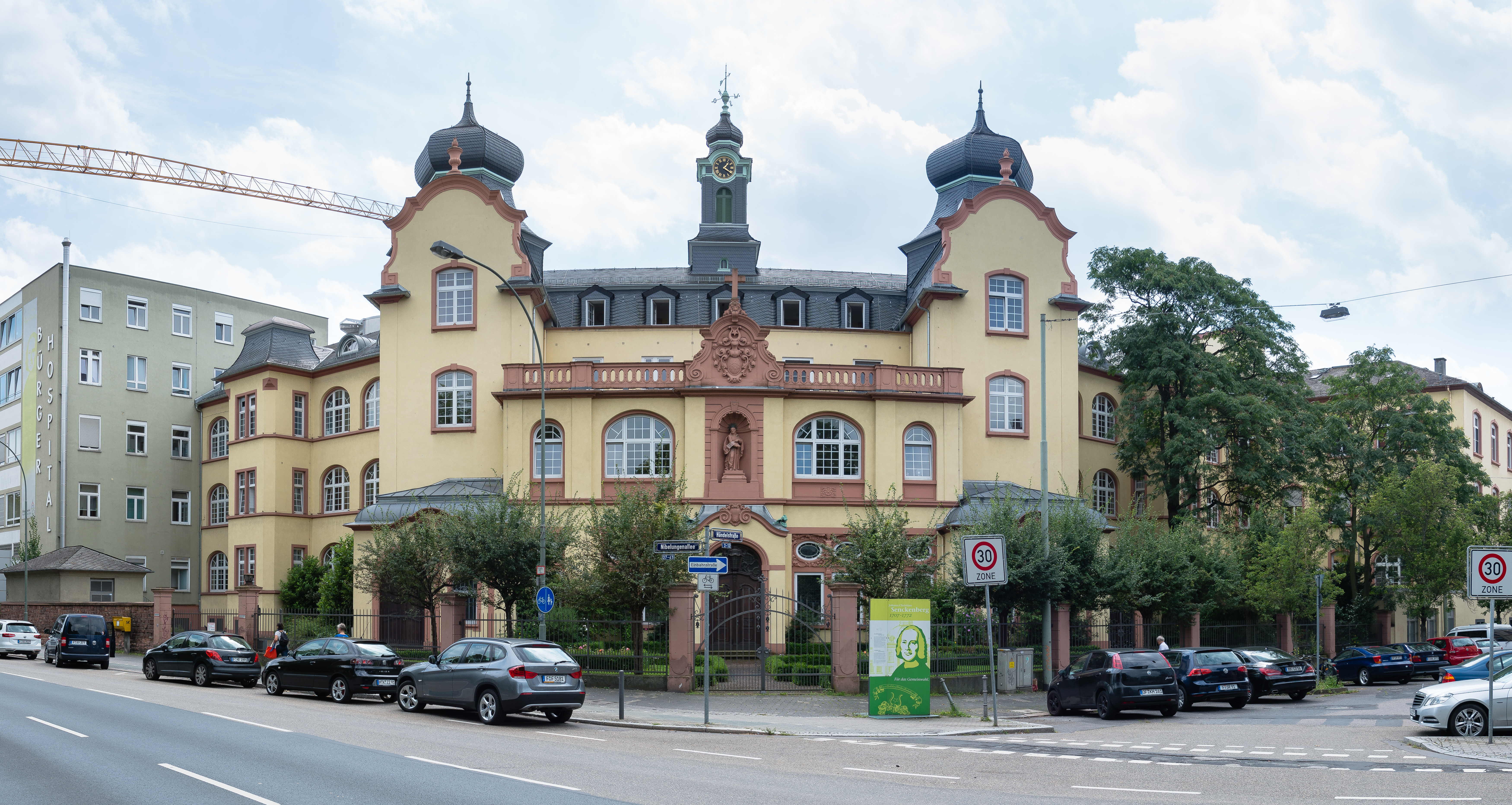
Das Bürgerhospital an der Nibelungenallee

Den Grundstein zum „Bürgerhospital“ legte Senckenberg am 9. Juli 1771 persönlich. Bis dahin gab es in Frankfurt nur das aus dem Mittelalter stammende Hospital zum heiligen Geist, welches aber nur Fremde behandelte. Am Sonntag, dem 15. November 1772, kontrollierte der Stifter persönlich den Fortschritt der Bauarbeiten am Glockentürmchen des Krankenhauses. Durch ein Missgeschick stürzte er vom Baugerüst und verletzte sich tödlich. Obwohl Senckenberg für sich abgelehnt hatte, obduziert zu werden, war sein Leichnam der erste, der in der neu erbauten Anatomie untersucht wurde, weil er einen gewaltsamen Tod erlitten hatte.
Ein Jahr nach Senckenbergs Tod stand das Bürgerhospital im Rohbau, doch der Innenausbau dehnte sich aus Geldmangel über weitere fünf Jahre. Die Administratoren mussten bald erkennen, dass sich die Stiftung finanziell übernommen hatte. 1779 konnte das Krankenhaus mit zunächst sechs Betten eröffnen, bis 1783 wurde die Kapazität dank der Spenden von Frankfurter Bürgerinnen und Bürgern auf dreißig Betten erhöht. 1812 konnte außerdem aus einem Vermächtnis des Senators Johann Carl Brönner eine eigene Pfründnerstiftung eingerichtet werden; Pfründner bezeichnete damals die Insassen eines Altersheims.
Während der Koalitionskriege kam die Stiftung zum Stillstand. Sie musste sich mit 35.000 Gulden an Kriegskontributionen beteiligen. Unter Karl Theodor von Dalberg wurde 1812 eine Großherzogliche Medizinische-Chirurgische Schule in Frankfurt eingerichtet, die die Stiftung ausstattete. An der Schule lehrten etwa Anton Crevé oder Karl Wenzel. Bereits am 30. Januar 1813 wurde die Schule aus finanziellen Gründen wieder geschlossen.
Johann Wolfgang von Goethe schilderte nach einem Besuch in Frankfurt 1814 den Zustand des theoretisch veranlagten Teils der Stiftung, Bürgerhospital also ausgeschlossen, wie folgt: 

„[Die Stiftung] versank immer mehr in Staub und Verborgenheit und erkrankte an äußeren und inneren Übeln. Eine medizinische Schule, welche das Studium aufs neue beleben sollte, entstand und verging. Die Kriegslasten wurden und werden mitgetragen, sowie manches andere Unheil, das sich auflud; genug das Institut ist gegenwärtig so arm, daß es nicht das geringste Bedürfnis aus eignen Mitteln bestreiten kann“

### Weitere Ansiedlungen auf dem Stiftungsgelände
Die Senckenbergische Naturforschende Gesellschaft (SNG) (heute: Senckenberg Gesellschaft für Naturforschung) gründete sich 1817 – also 45 Jahre nach Senckenbergs Tod. Treibende Kraft war dabei der Anatomie-Lehrer der Senckenbergischen Stiftung Philipp Jakob Cretzschmar, zahlreiche weitere Gründer arbeiteten in der Stiftung oder dem Bürgerhospital. In einem Vertrag genehmigte die Stiftung 1819 der Gesellschaft, im Andenken an Johann Christian Senckenberg, dessen Namen zu tragen und das Wappen der Stiftung zu übernehmen. Die Stiftung stellte auch das Gelände zur Verfügung, auf dem 1904 bis 1907 das Senckenberg-Museum errichtet wurde. Bis 1967 war ein Arzt des Bürgerhospitals auch immer Direktor der Senckenbergischen Naturforschenden Gesellschaft, und das Museum steht nach wie vor auf Boden, der der Dr. Senckenbergischen Stiftung gehört.
1824 spaltete sich von der Naturforschenden Gesellschaft wiederum der Physikalische Verein ab, die Gründer des Vereins, insbesondere Christian Ernst Neeff, wollten sich auch mit Physik und Chemie beschäftigen und sahen ihre Interessen in der Stiftung nicht ausreichend vertreten.
Im Laufe des 19. Jahrhunderts siedelten sich noch weitere wissenschaftliche Gesellschaften auf dem Stiftungsgelände an, etwa der Verein für Geographie und Statistik (1836), der Ärztliche Verein (1845) sowie ein Mikroskopischer Verein (1855). So entstand um den Kristallisationspunkt der Dr. Senckenbergischen Stiftung so etwas wie ein naturwissenschaftlich-medizinischer Campus.

### Zerschlagung des Stiftungsgeländes
1902 schlug Oberbürgermeister Franz Adickes der Stiftung einen Geländetausch vor. Die Institutionen, die auf dem Stiftungsgelände am Eschenheimer Tor ihren Platz gefunden hatten, wurden dabei wie ein Kranz um den Stadtkern herum verteilt. Das Bürgerhospital kam an die Nibelungenallee, wo 1907 ein neues Krankenhaus mit 130 Betten und ein Pfründnerhaus für 30 Pfründner eröffnet wurde. Der Botanische Garten wurde in die Nähe des Palmengarten Frankfurts verlegt, das Pathologisch-Anatomische Institut in die Nähe des Städtischen Krankenhauses nach Sachsenhausen. Die Senckenbergische Bibliothek, das Senckenberg-Museum sowie der Physikalische Verein erhielten ab 1906 neue Gebäude an der Viktoria-Allee.

### Gründung der Universität
Zu den elf Stiftern der Universität Frankfurt gehörte 1914 die Dr. Senckenbergische Stiftung, die ein Institut für Anatomie einbrachte, sowie sich verpflichtete, das Botanische Institut auszubauen. Nach dem Ersten Weltkrieg geriet die Dr. Senckenbergische Stiftung mit dem Betrieb von Bürgerhospital und Bibliothek in finanzielle Schwierigkeiten. 1923 verständigte sie sich mit der Universität darauf, dass diese die Betriebskosten der Senckenbergischen Institute (Anatomie, Botanischer Garten und Bibliothek) übernahm, ohne dass davon die Eigentumsrechte der Stiftung beeinträchtigt wurden. Zur 175-Jahr-Feier 1938 hatten sich die finanziellen Verhältnisse wieder soweit verbessert, dass der Universität das Senckenbergische Institut für Geschichte der Medizin gestiftet werden konnte. Im Zweiten Weltkrieg wurde die Senckenbergische Anatomie zerstört und das Bibliotheksgebäude schwer beschädigt, die Buchbestände waren rechtzeitig ausgelagert worden.

## Senckenbergische Bibliothek
Bei seinem Tod hatte Senckenberg 10.000 Bände mit Schwerpunkt auf naturwissenschaftlichen und medizinischen Themen hinterlassen. 6.000 Bände mit nicht-medizinischem Inhalt wurden im Zuge der finanziellen Notsituation in den 1770er Jahren versteigert. Mit dem eingenommenen Geld beglich man einerseits die aufgelaufenen Schulden und kaufte andererseits weitere medizinische Fachliteratur. Die Senckenberg Gesellschaft für Naturforschung sowie der Physikalische Verein, die sich im Laufe des 19. Jahrhunderts auf dem Stiftungsgelände ansiedelten, erweiterten die gemeinsame Bibliothek. 1867 erhielt die Bibliothek einen Neubau.
1907 zog die Senckenbergische Bibliothek mit circa 75.000 Bänden in ein eigenes Gebäude in der Victoria-Allee (heute Senckenberganlage). Die Bibliothek bildete ebenso wie die Freiherrlich Carl von Rothschild’sche öffentliche Bibliothek nach Gründung der Stiftungsuniversität Frankfurt im Jahr 1914 den Grundstock der Universitätsbibliothek Johann Christian Senckenberg. 1964 bezog die Senckenbergische Bibliothek mit der Stadt- und Universitätsbibliothek ein gemeinsames Gebäude in der Bockenheimer Landstraße. Aufgrund von Senckenbergs Zusatz zum Hauptstiftungsbrief, wonach jeder Einfluss der Stadt Frankfurt auf seine Stiftung unterbleiben sollte, mussten die Bibliotheken jedoch bis 2005 getrennt geführt werden. Erst als durch den Kulturvertrag die Trägerschaft auf das Land Hessen überging, konnte eine einheitliche Universitätsbibliothek geschaffen werden, die den Namen Senckenbergs trägt.

## Die Stiftung heute
Die Dr. Senckenbergische Stiftung verwalten seit dem Tod Senckenbergs vier Ärzte und vier Kaufleute. Die Stiftungsadministration ist gleichzeitig die Administration des heutigen Bürgerhospitals. Es wird weiterhin von der Stiftung getragen. Zum 300. Geburtstag des Stifters Johann Christian Senckenberg stiftete sie der Universität 2007 das Dr. Senckenbergische Institut für Neuroonkologie (Krebserkrankungen des Nervensystems) als Abteilung im Zentrum der Neurologie und Neurochirurgie.
Die Stiftung sammelt außerdem Porträts von Frankfurter Persönlichkeiten, unter anderem von der Familie Senckenberg.
Die Stiftung verleiht den Senckenbergpreis sowie den Senckenberg-Förderpreis und betreut die umfangreiche Sammlung der Tagebücher Senckenbergs.